# Reino de Magonsete

Reino de Magonsete.

Magonsete (em latim: Magonsæte) foi um pequeno sub-reino do rei anglo-saxão de Mércia, que provavelmente era limítrofe com a Diocese de Hereford. O território britânico de Pengwern foi conquistado por Osvio da Nortúmbria em 656, enquanto ele era o suserano dos mercianos. Pengwern Ocidental foi então ocupada pelos anglos. Um grupo se instalou no antigo castro de Magnis, atual Kenchester, perto de Hereford.
O sub-reino de Hecani Ocidental existiu no final do século VII e no início do VIII, dos quais se conhecem dois governantes: Merewalh, Mildefrido e Merchelm. No final do século VIII, a região parece ter sido reincorporada pelo reino de Mércia, talvez como Westerna, se tronando conhecida como Magonsete no século IV.